# لبين
حشيشة الطيور أو لُبَّيْن أو الأناغالِس أو كزبرة الثعلب (الاسم العلمي: Anagallis)، جنس نباتات برية وتزيينية، من فصيلة الربيعية. تتكون من حوالي 20-25 نوع، منها العشبية والمخشوشبة والحولية والمعمرة.

## معرض صور

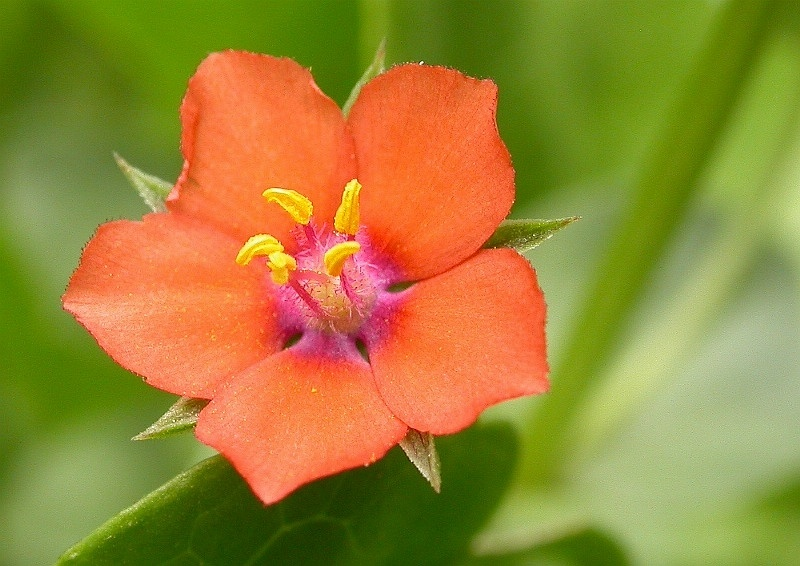
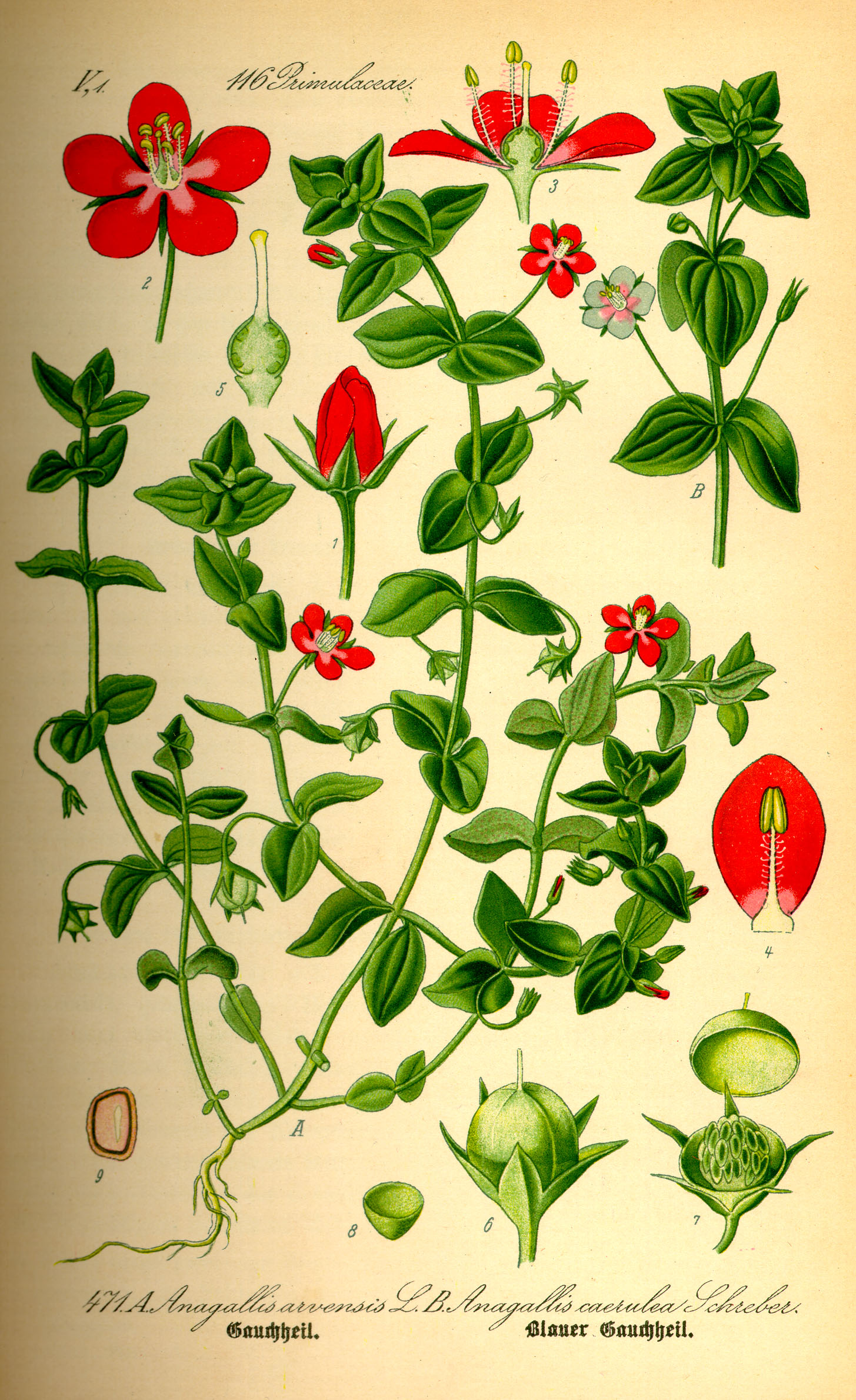
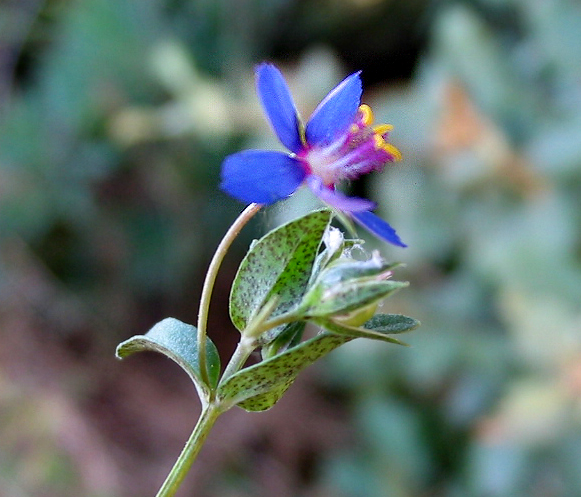
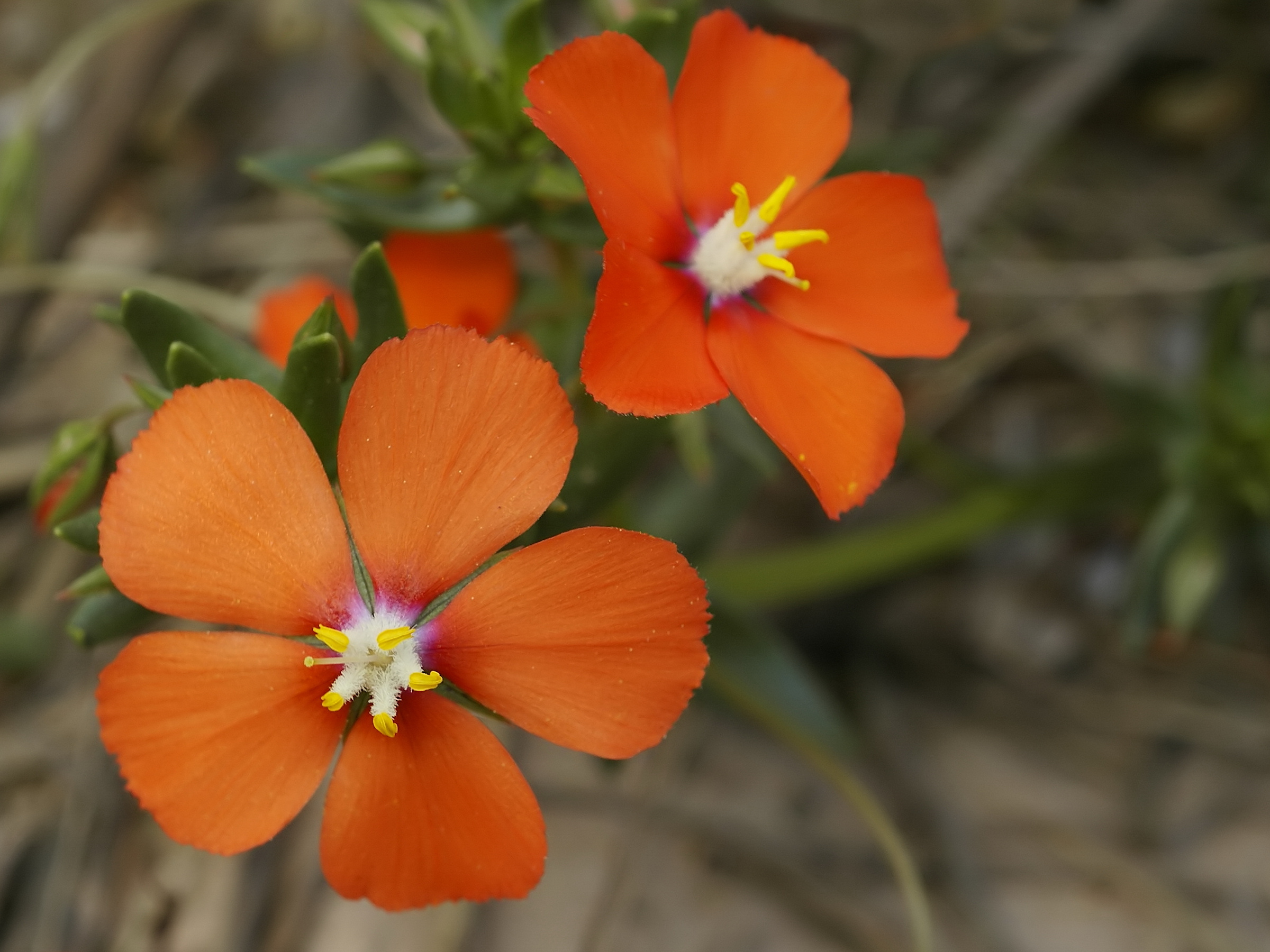